# Mr. 후 아 유
《Mr. 후 아 유》(영어: Death at a Funeral)는 영국에서 제작된 프랭크 오즈 감독의 2007년 블랙 코미디 영화이다. 앙상블 캐스트로 매슈 맥패디언, 루퍼트 그레이브스, 앤디 나이먼, 크리스 마셜, 피터 딩클리지, 킬리 호스 등이 출연하였고, 시드니 키멀 등이 제작에 참여하였다.
2010년 리메이크작 《데스 앳 어 퓨너럴》이 개봉하였다.

## 줄거리
대니얼은 아내 제인과 잉글랜드에서 부모님을 모시고 살고 있다. 아버지 에드워드가 사망하면서 뉴욕 유명 소설가인 남동생 로버트가 장례식에 참석하러 온다. 로버트는 1등석을 타고 왔으면서도 장례 비용 분담은 거부한다.
사촌 마사는 예비 장인 빅터를 만나게 돼 긴장한 약혼자 사이먼에게 진정제인 발륨으로 짐작되는 약을 먹인다. 하지만 이는 사실 마사의 약대생 동생 트로이가 불법 제조한 환각제였다.
환각을 보게 된 사이먼은 관을 뒤집고 이 바람에 에드워드의 시체가 굴러 나온다. 예전에 마사와 하룻밤을 보낸 적이 있는 저스틴이 마사에게 들이대는 가운데 사이먼은 알몸으로 지붕 위에 올라간다.
한편 추모객으로 온 미국인 피터는 자신이 에드워드가 비밀리에 불륜을 저질러온 동성 애인임을 밝힌다. 에드워드가 유언장에 자기 몫을 남기지 않은 것에 불만을 느낀 피터는 두 사람의 낯 뜨거운 사진들을 무기로 15,000 파운드를 내놓으라고 협박한다. 형제는 급한 대로 피터의 입을 막고 몸을 묶은 뒤 저항하는 피터를 진정시키기 위해 "발륨"을 먹인다.
도망친 피터는 탁자에 머리를 박으며 쓰러진다. 트로이, 친구 하워드, 대니얼, 로버트는 피터가 죽었다고 짐작하고, 피터 "시체"를 에드워드 관에 넣는다. 마사는 임신 소식을 알려 사이먼이 겨우 지붕에서 내려오게 한다. 살아있던 피터는 관을 열고 나오면서 바닥에 문제의 사진 뭉치를 떨어뜨리고, 상갓집은 난장판이 된다.
대니얼은 급히 감동을 불러일으키는 추도사를 연설해 상황을 수습한다. 로버트는 대니얼과 제인이 앞으로 제대로 가정을 꾸릴 수 있도록 어머니를 뉴욕으로 모셔가겠다고 말한다.
모든 게 정리된 것처럼 보이던 순간, 제인이 피터 때문에 공황 발작이 온 앨피 삼촌에게 "발륨"을 먹였다고 밝힌다. 앨피 삼촌은 이미 알몸으로 지붕 위에 올라가있다.

## 출연
- 매슈 맥패디언 - 대니얼 역
- 루퍼트 그레이브스 - 로버트 역
- 앤디 나이먼 - 하워드 역
- 크리스 마셜 - 트로이 역
- 피터 딩클리지 - 피터 역
- 킬리 호스 - 제인 역
- 데이지 도너번 - 마사 역
- 앨런 튜딕 - 사이먼 역
- 유언 브렘너 - 저스틴 역
- 피터 본 - 앨피 삼촌 역
- 토머스 휘틀리 - 목사 역
- 제인 애셔 - 산드라 역
- 피터 이건 - 빅터 역

## 기타 제작진
- 공동 제작: 앨릭스 루이스, 브루스 웨브, 조시 케슬먼
- 배역: 게일 스티븐스
- 미술: 마이클 하우얼스
- 의상: 내털리 워드